# Horizont van Vroenhoven
De  Horizont van Vroenhoven is een dunne laag in de ondergrond van het zuidwesten van het Nederlandse Zuid-Limburg. De horizont is onderdeel van de Formatie van Houthem en stamt uit het Krijt (het Maastrichtien, ongeveer 68 miljoen jaar geleden).
Normaal gesproken ligt de Horizont van Vroenhoven boven op de oudere Kalksteen van Meerssen (van de Formatie van Maastricht) en onder de jongere Kalksteen van Geulhem (ook in de Formatie van Houthem).
Voorheen werd gedacht dat de Krijt-Paleogeengrens bij de Horizont van Vroenhoven lag, maar die wordt thans verondersteld bij Horizont van Berg en Terblijt te liggen in de Kalksteen van Meerssen.